# Port lotniczy As-Saura
Port lotniczy As-Saura (IATA: SOR) – port lotniczy położony w As-Saura, w muhafazie Ar-Rakka, w Syrii.